# محمود يونس
محمود أحمد يونس، مهندس مصري والمسئول الأول عن عملية تأميم قناة السويس  وإدارتها عقب التأميم. من مواليد 11 أبريل عام 1911م في شارع الأربعين بحي السيدة زينب لأب يعمل موظف في السكة الحديد وهو أحمد يونس، والتحق بكتاب الشيخ محمود في شارع العدوي بالسيدة ثم حصل على الابتدائية من مدرسة محمد على عام 1924م والتحق بالمدرسة الخديوية ونال الكفاءة في 1928م ثم البكالوريا عام 1930م.

## حياته المهنية
- تخرج من كلية الهندسة عام 1937.
- التحق بمدرسة الهندسة الملكية وفي هذه المدرسة (الكلية) كان زعيما للطلبة وخرج في مظاهرات كوبرى عباس
- بعد معاهدة 1936 التحق بمدرسة الهندسة العسكرية وكان ضمن أول دفعة مهندسين مصريين في الجيش المصري
- في 1943 عمل في إدارة العمليات الحربية وكان زميلا للملازم أنور السادات.
- حصل على ماجستير العلوم العسكرية من كلية الأركان عام 1943.
- صاحب جمال عبد الناصر وعبد الحكيم عامر منذ 1948 وشارك في حرب فلسطين.
- عقب قامت الثورة أسند إليه المكتب الفني ورئاسة لجان جرد قصور الملك.
- في نوفمبر 1953 انتخب نقيبا للمهندسين لدورتين.
- عضو مجلس إدارة هيئة قناة السويس المنتدب عام 1956.
- رئيس مجلس إدارة هيئة قناة السويس من 10 يوليو 1957 حتى 10 أكتوبر 1965.
- نائب لرئيس الوزراء لقطاع النقل والمواصلات ووزيرا للكهرباء والتعدين عام 1968.

## دوره في تأميم القناة
في ليلة التأميم تكونت ثلاث مجموعات إحداها رئيسية في الإسماعيلية والثانية في السويس والثالثة في بورسعيد وكان يونس على رأس مجموعة الإسماعيلية ولم يكن أحد يعلم سر مهمة التأميم في المجموعات الثلاث سواه وعبد الحميد أبو بكر ومحمد عزت عادل ووصل الإسماعيلية بعد ظهر يوم التأميم فلما خطب ناصر في الإسكندرية وقال كلمة ديليسبس ثم قال: «والآن إخوان لكم..»، دخل مع مجموعته مبنى الشركة واستدعى المسؤولين وأبلغهم قرار التأميم بالعربية فانهاروا أمامه وطلبوا تأمين حياتهم.
في يوليو 1957، صدر قرار ناصر بتعيين يونس رئيسا لهيئة القناة وظل في موقعه حتى أكتوبر 1965 حيث تم تعيينه نائبا لرئيس الوزراء لشؤون النقل والمواصلات ثم وزيرا للنقل والمواصلات، كما اختير أيضا عضوا بالبرلمان عن دائرة البستان ببورسعيد عام 1964 إلى أن توفي في 18 أبريل 1976.